# 桑賈伊·梅洛特拉
桑賈伊·梅洛特拉 （英語：Sanjay Mehrotra，1958年6月27日—），是印度裔美國商業高階主管，現任美光科技董事、總裁兼執行長。他是SanDisk的共同創辦人，擔任總裁兼執行長，直到2016年被威騰電子收購 。

## 外部連結
- 桑賈伊·梅洛特拉的個人簡介 （页面存档备份，存于）